# دانيال نوردمارك
دانيال نوردمارك (بالسويدية: Daniel Nordmark)‏ (4 يناير 1988 بليدشوبنغ في السويد - ) هو لاعب كرة قدم سويدي في مركز الوسط. شارك مع منتخب السويد تحت 17 سنة لكرة القدم ومنتخب السويد تحت 21 سنة لكرة القدم. أما مع النوادي، فقد لعب مع نادي أوربرو ونادي إلفسبورغ ونادي هلسينغبورغ.

## روابط خارجية
- دانيال نوردمارك على موقع اتحاد السويد (السويدية)
- دانيال نوردمارك على موقع قاعدة بيانات كرة القدم.إي يو (الإنجليزية)
- دانيال نوردمارك على موقع Soccerway.com (الإنجليزية)